# جون سلاتري
جون سلاتري (بالإنجليزية: John Slattery)‏ مواليد 13 أغسطس 1962 في بوسطن، ماساتشوستس، الولايات المتحدة، هو ممثل أمريكي من أصل أيرلندي بدأ مسيرته الفنية عام 1989.

## الأعمال

### أفلام
- إتجار (الدور: كولير)
- ابتسامة الموناليزا (الدور: بول مور)
- طريق الحجز
- حرب تشارلي ويلسون
- آيرون مان 2

### مسلسلات
- بيكر (مسلسل)
- القاضية إيمي (مسلسل)
- الجنس والمدينة
- إد (مسلسل تلفزيوني)
- ربات بيوت يائسات
- 30 روك (مسلسل أمريكي)
- ماد من (مسلسل)
- ذا كليفلاند شو

## وصلات خارجية
- جون سلاتري على موقع IMDb (الإنجليزية)
- جون سلاتري على موقع الموسوعة البريطانية (الإنجليزية)
- جون سلاتري على موقع روتن توميتوز (الإنجليزية)
- جون سلاتري على موقع ألو سيني (الفرنسية)
- جون سلاتري على موقع تيرنر كلاسيك موفيز (الإنجليزية)
- جون سلاتري على موقع أول موفي (الإنجليزية)
- جون سلاتري على موقع بوكس أوفيس موجو (الإنجليزية)
- جون سلاتري على موقع قاعدة بيانات برودواي على الإنترنت (الإنجليزية)
- جون سلاتري على موقع قاعدة بيانات الأفلام السويدية (السويدية)
- جون سلاتري على موقع إن إن دي بي (الإنجليزية)